# 庫拉索凹牙豆娘魚
庫拉索凹牙豆娘魚，又稱橘鈍寬刻齒雀鯛、黑吻宽齿雀鲷，俗名為厚殼仔，為輻鰭魚綱鱸形目隆頭魚亞目雀鯛科的其中一種。

## 分布
本魚分布於印度西太平洋區，包括馬來西亞、琉球群島、台灣、印尼、菲律賓、澳洲北部、薩摩亞、密克羅尼西亞、帛琉、所羅門群島、夏威夷等海域。

## 深度
水深1至35公尺。

## 特徵
本魚體呈卵圓形而側扁，體及各鰭灰色，體側偏黃，其最大特徵乃體側具有3至4條邊緣不整齊的寬黑帶，其中最後一條位於尾柄上，有時不清楚，而第一條起自鰓蓋後方至背鰭硬棘中央。吻短而略尖。眼中大，上側位。口小，上頜骨末端不及眼前緣；齒單列，齒端扁平而具缺刻。尾鰭分叉，上下葉末端尖。背鰭硬棘13枚；軟條12至13枚；臀鰭硬棘2枚；軟條13至15枚。體長可達11公分。

## 生態
本魚棲息在礁湖中珊瑚密處或灣內多躲藏處的地方，小魚常在肉質軟珊瑚或指形軟珊瑚上出現，屬雜食性，以動物性浮游生物及藻類為食。大魚常成群到近水面以攝食動物性浮游生物。

## 經濟利用
體積較大者可食用，油炸使骨酥，則味美，亦可觀賞用。